# Trifluormethylgruppe

Struktur der Trifluormethylgruppe

Die Trifluormethylgruppe (–CF3) ist eine funktionelle Gruppe in der organischen Chemie. Der einfachste Vertreter ist das Fluoroform, wo an diese Gruppe ein –H gebunden ist. Sonstige bekannte Vertreter sind Bromtrifluormethan, die Trifluoressigsäure und das Benzotrifluorid.
Die Trifluormethylgruppe ist ferner Bestandteil der Trifluoracetylgruppe und der Triflylgruppe.